# Фреїк Дмитро Михайлович
Дмитро Михайлович Фреїк (5 квітня 1943 — 5 червня 2015) — український учений у галузі напівпровідникового матеріалознавства. Доктор хімічних наук, професор. Заслужений діяч науки і техніки України (1993). Академік Міжнародної термоелектричної академії наук (2002), член Американського товариства вирощування кристалів (2003). Соросівський професор (1997). Академік АН ВШ України (2007).

## Життєпис
Народився у с. Кінашів Галицького району Івано-Франківської обл. в селянській родині.
У 1959—1964 рр. навчався на фізико-математичному факультеті Івано-Франківського державного педагогічного інституту, який закінчив із відзнакою. З 1964 р. по 1968 р. навчався в аспірантурі фізичного факультету ЛДУ ім. І. Франка за спеціальністю «фізика твердого тіла», яку закінчив захистом кандидатської дисертації.
У 1968 р. повернувся до Івано-Франківського педінституту (тепер — Прикарпатський національний університет ім. В. Стефаника) на посаду викладача кафедри фізики. В 1984 р. захистив докторську дисертацію, а з 1986 р. — професор кафедри фізики. У 1978—1991 рр. — завідувач кафедри методики викладання фізики, у 1991—1994 рр. — фізики. З 1994 р. — завідувач кафедри фізики твердого тіла. У 1999 р. призначений директором новоствореного Фізико-хімічного інституту при університеті.
Створив новий науковий напрям — фізико-хімічні основи матеріалознавства тонких плівок і кристалів сполук AIIBVI та AIVBVI та твердих розчинів на їхній основі, перспективних та активних елементів опто- та мікроелектроніки, інфрачервоної техніки, термоелектрики.
Помер 5 червня 2015 року після тяжкої тривалої хвороби.

## Доробок
Автор (співавтор) понад 700 наукових статей, монографій, авторських свідоцтв на винаходи та патентів України.
Підготував 42 доктори й кандидати наук.
Ініціатор і організатор проведення відомих міжнародних і всеукраїнських конференцій з фізики і технології тонких плівок. Засновник і головний редактор всеукраїнського наукового журналу «Фізика і хімія твердого тіла». Член наукових рад з фізики напівпровідників і фізики тонких плівок Національної академії наук України, член редакційної колегії наукових журналів «Фізична інженерія поверхні», «Вісник Чернівецького національного університету. Фізика. Електроніка», «Термоелектрика». З 1993 р. — головний редактор «Вісника Прикарпатського університету. Математика. Фізика». З 1999 р. — голова спеціалізованої вченої ради, з 2006 р. — експерт ВАК України з напряму «хімія». Очолює Івано-Франківське відділення Українського фізичного товариства та асоціацію «Вчені Прикарпаття», природничу секцію Івано-Франківського осередку Наукового товариства ім. Т. Шевченка.

## Нагороди
- Нагороджений медаллю РАН «Академік Курніков Микола Семенович» (1978).